# Orphan Black
Orphan Black es una serie de televisión canadiense de ciencia ficción creada por Graeme Manson y John Fawcett, protagonizada por Tatiana Maslany.
Se estrenó en el WonderCon en Anaheim, California el 29 de marzo del año 2013.
La primera temporada de la serie se estrenó el 30 de marzo de 2013 con un total de diez episodios por el canal Space en Canadá y por BBC America en los Estados Unidos. El 2 de mayo de 2013, la serie renovó para una segunda temporada de diez episodios, cuyo estreno tuvo lugar el 19 de abril de 2014. El 9 de julio de 2014 fue anunciada una tercera temporada de diez episodios que se estrenó el 18 de abril de 2015. En 2015, fue renovada para una cuarta temporada de diez episodios estrenada en 2016 y el mismo año se anunció que la serie sería renovada para una quinta y última temporada de diez episodios que se estrenó el 13 de agosto de 2017.

## Sinopsis
La serie comienza con Sarah Manning, una joven marginada y huérfana cuya vida cambia tras presenciar el suicidio de Elizabeth Childs, una mujer idéntica a ella. Sarah asume la identidad y la ocupación de Beth (como detective de policía) después de la muerte de esta. Durante la primera temporada, Sarah descubre que es un clon, que tiene muchos clones "hermanas" repartidas por América del Norte y Europa que forman parte de un experimento ilegal de clonación humana, y que alguien está conspirando para matarlas.
Junto con su hermano adoptivo, Felix Dawkins, y dos de sus hermanas, Alison Hendrix y Cosima Niehaus, Sarah descubre su origen: un movimiento científico llamado Neolution. El movimiento cree que los seres humanos pueden usar el conocimiento científico para dirigir su evolución como especie. El movimiento tiene una base institucional en la gran, influyente y rica corporación de biotecnología, el Instituto Dyad, que aparentemente está dirigida por el Dr. Aldous Leekie. El Instituto Dyad lleva a cabo investigaciones básicas, presiona a instituciones políticas y promueve su programa de eugenesia, con la ayuda de la clon Rachel Duncan. También busca sacar provecho de la tecnología que encarnan los clones y, por ello, ha colocado "monitores" en la vida personal de los clones, supuestamente para estudiarlos científicamente, pero en realidad es para mantenerlos bajo vigilancia.
Sarah finalmente descubre que también la busca la policía y un grupo religioso secreto, los Proletheanos, quienes llevan a cabo los asesinatos de clones porque creen que son abominaciones, y utilizan a la hermana gemela biológica de Sarah, Helena, para matarlos. Sarah y Helena comparten una madre biológica sustituta y son gemelas tanto genéticamente como con respecto a su entorno materno.
Finalmente, el Instituto Dyad y los Proletheanos se enteran de que Sarah tiene una hija, Kira, la única descendencia conocida de un clon; todos los demás clones son estériles por diseño. Las líneas argumentales de la serie giran en torno a los esfuerzos de Sarah y Kira por evitar ser capturadas por los claramente siniestros Neolucionistas y Proletheanos, así como en torno a los esfuerzos que hace cada clon por dar sentido a su vida y origen.
El intento de controlar la creación de la vida humana es un tema dominante que impulsa varias líneas argumentales. Un segundo tema clave se forma en torno a las intrigas realizadas por el Grupo Dyad y los Proletheanos, junto con las intrigas anteriores realizadas por los autores del Proyecto Leda (una alusión al mito griego Leda y el cisne), la madre adoptiva de Sarah, la Sra. S., y su red política.

## Episodios
| Temporada | Temporada | Episodios | Episodios | Emisión original    | Emisión original     |
| Temporada | Temporada | Episodios | Episodios | Primera emisión     | Última emisión       |
| --------- | --------- | --------- | --------- | ------------------- | -------------------- |
|           | 1         | 10        | 10        | 30 de marzo de 2013 | 1 de junio de 2013   |
|           | 2         | 10        | 10        | 19 de abril de 2014 | 21 de junio de 2014  |
|           | 3         | 10        | 10        | 18 de abril de 2015 | 20 de junio de 2015  |
|           | 4         | 10        | 10        | 14 de abril de 2016 | 16 de junio de 2016  |
|           | 5         | 10        | 10        | 10 de junio de 2017 | 12 de agosto de 2017 |

### Primera temporada (2013)
Todos los títulos de los episodios de la temporada son citas del libro El Origen de las Especies de Charles Darwin. El primer episodio, "Natural Selection" es el título del capítulo 4. El décimo episodio es tomado de la última frase del texto, y es también el título de un libro de 2005, Endless Forms Most Beautiful (Infinidad de formas más bellas en el desarrollo evolutivo), el campo estudiado por el clon de Cosima en la serie.

### Segunda temporada (2014)
Durante toda la temporada, los dos títulos que componen los episodios son citas de las obras de Francis Bacon. El primer episodio de la temporada, "Nature Under Constraint and Vexed", se deriva de la parte 3 de la obra The plan of the work (El plan de la obra), del mismo autor, publicada en 1620.

### Tercera temporada (2015)
El 9 de julio de 2014, la serie fue renovada para una tercera temporada de diez episodios, la cual se estrenó el 18 de abril de 2015.

### Cuarta temporada (2016)
El mes de mayo de 2015, la serie fue renovada para una cuarta temporada de diez episodios, a través de la cuenta oficial de Twitter de Orphan Black. Su fecha de estreno fue el 14 de abril de 2016

### Quinta Temporada (2017)
El 10 de junio de 2017 la serie estrenó su quinta y última temporada en la cadena BBC, donde un nuevo episodio sería transmitido cada sábado. De igual forma, en el servicio de streaming Netflix se transmitía un nuevo episodio cada domingo.

## Personajes

### Principales
- Sarah Manning - Tatiana Maslany: Vive en los límites y sobrevive gracias a su ingenio. Su vida empezó en un orfanato inglés y pasó de un hogar de acogida a otro hasta llegar a la puerta de la Señora S, quien la adoptó junto a su hermano de acogida Felix. Cuando Sarah tenía 14 años, se trasladaron a América del Norte. Sarah se mantuvo con una vena temeraria y un corazón leal. En su vida ha hecho malas elecciones, pero lo da todo por su hija Kira, incluso si ello conlleva a una dolorosa separación. Ahora, Sarah quiere reunirse con ella y pasar página, pero el suicidio de Beth lo cambia todo.

- Félix Dawkins - Jordan Gavaris: Félix es el hermano adoptivo de Sarah y es el único con quien Sarah puede ser honesta y abierta. Es un pintor moderno gay de 23 años. Como Sarah, Félix es un gato callejero y buscavidas, y se codea con más de un hombre rico para financiar sus ambiciones artísticas. Es un hombre dramático que siempre le complica las cosas a Sarah. A menudo se siente abandonado por ella, por eso forja una relación de apoyo con Alison, siendo el más cercano a Sarah, lo que le hace sentir tener una familia. Aunque en el fondo, Félix se convertirá en el apoyo de todos los clones.

- Alison Hendrix - Tatiana Maslany: Una madre futbolera de los barrios residenciales, con un matrimonio torcido, dos hijos adoptados y un impulso determinado para mantener la imagen y el control. Necesita pastillas recetadas por el médico y teorías conspiratorias, para controlarse. Pero cuando toca fondo, forja un nuevo camino, utilizando las reservas de fuerza y valentía que parecen haber sido genéricamente programados en todos los clones.

- Cosima Niehaus - Tatiana Maslany: Excéntrica científica al borde de la genialidad. Está terminando su doctorado en Biología Evolutiva Experimental. Esta lucha por su supervivencia, ya que está enferma de una misteriosa enfermedad. Trabaja con su compañera y amante Delphine, para encontrar una cura a la enfermedad lo antes posible. Por eso el canal DYAD Institute le concede el acceso a los secretos de la conspiración de los clones. Cosima hará lo posible para salvar a sus hermanas clones.

- Helena - Tatiana Maslany: Una clon ucraniana que pasó sus primeros años en un convento que se auto inflige heridas, cuando la adopta Tomas le hace creer que es la clon “original” y todas los demás clones son “abominaciones” que deben ser eliminadas, transformándola en una asesina. Sin embargo, a lo largo de la serie se profundizará en su relación con Sarah y el resto de clones a las que apoda "sestras" (hermanas en su idioma natal).

- Rachel Duncan - Tatiana Maslany: Apodada como “proclonada”, es un clon consciente de sí misma, criada por el DYAD Institute y cree en los principios de la Neoevolución. Fue criada como una persona de negocios cruel. El objetivo de Rachel es Sarah y su hija Kira, y es totalmente imprevisible.

- Paul Dierden - Dylan Bruce: Paul, novio de Elizabeth Childs, hombre decente con unos rasgos cincelados con quien Sarah se acuesta contra su mejor juicio. Paul está dividido por su afecto por Sarah y el Dyad Institute, ya qué le están chantajeando con información confidencial acerca de su pasado.

- Arthur "Art" Bell - Kevin Hanchard: Detective veterano y compañero de Beth. Es ingenioso y resistente.  Por lealtad, le ayudó a salir impune de un tiroteo que resultó la muerte de una civil. Ahora, con Sarah haciéndose pasar por Beth, Art comienza a sospechar de su comportamiento inusual e irregular. Este querrá resolver el misterio del comportamiento de Beth.

- "Vic" Victor - Michael Mando:  Es el ex de Sarah, una bola volátil de inseguridad masculina y exactamente el tipo de mala energía que Sarah intenta sacar de su vida. “Vic the dick” (Vic el gilipollas, el como ha sido apodado por Felix) es un enfermo del amor, se siente traicionado y es esporádicamente violento. Pero no importa lo que descubre sobre Sarah, él va a por más, fastidiando las cosas a Sarah.

- "Mrs S." - Siobhan Sadler - Maria Doyle Kennedy: Madre adoptiva de Sarah y Felix, de clase obrera en Inglaterra. Ha renunciado a mucho para poder criar a Sarah, quien, hasta ahora, nunca ha mostrado un ápice de respeto o reconocimiento por sus sacrificios. Tienen una relación distante y profundamente tensa porqué tiene un vínculo que mantiene con Kira, pero Mrs S. tiene razones para ser dura con Sarah. Esto parece un obstáculo pero tiene mucho que revelar acerca de los orígenes de Sarah.

- Delphine Cormier - Évelyne Brochu: Es una aparente estudiante de Inmunología en la Universidad de Minnesota. Está asociada con el Doctor Aldous Leekie y el Dyad Institute, y su misión es acercarse a Cosima para obtener información acerca de ella y el resto de clones, pero en el transcurso se enamorará de Cosima, un "inconveniente" con el que no contaba en un principio. Ésta ayudará a Cosima en la búsqueda de una solución a su enfermedad y descubrir más cosas sobre los clones.

- Mark Rollins - Ari Millen: Un proleteano homicida. Un producto del Proyecto Castor. Contrae matrimonio con Grace después de huir de la granja de los proleteanos. (temporada 2 recurrente; temporada 3-presente regular; temporada 5 presente-regular)

- Donnie Hendrix - Kristian Bruun: Marido de Alison, a quien conoció en el instituto, con quien comparte dos hijos adoptados. Donnie se presenta directamente al Dr. Leekie, pero no tiene ninguna idea sobre la verdad del experimento del Dyad Institute. Aparte, la relación entre Alison y Donnie es tensa, sobre todo cuando Alison sospecha de que él es su monitor. Al borde del divorcio, Donnie decide comportarse de una manera más cercana y cariñosa con su mujer, Alison. Al final se descubren cuáles son sus verdaderas intenciones. (Temporada 1–2 recurrente; Temporada 3-presente regular; temporada 5 presente-regular)

- Scott Smith - Josh Vokey: Científico, compañero y amigo de Cosima. Su personaje se vuelve más importante cuando trabaja en el DYAD Institute para poder comprender todo sobre los clones. Mientras avanzan los episodios, se integra al Clone Club.

- Kira - Skyler Wexler: Kira es la hija de Sarah y junto a dos otros niños son los únicos que han nacido de un clon. Muestra un intelecto altamente avanzado, con una concienciación situational aguda y una capacidad extraña de curarse rápidamente – haciéndola inapreciable al DYAD Institute. Pero Kira seá protegida ferozmente por su familia, ya que es un objetivo principal de dicha institución.

- Cal Morrison - Michiel Huisman: Es un ingenioso individualista con una carrera muy prometedora, hasta que se dio cuenta de los intereses de su empresa. Este renunció y ahora vive cómodamente fuera de la civilización. Pero esta paz se trunca cuando Sarah, su antiguo amor, aparece en su vida otra vez, trayendo sus anomalías con ella y su hija kira.

- Krystal Goderich - Tatiana Maslany: Una clon esteticista muy superficial que intenta resolver los misterios en el que se ve envuelta, a veces con éxito.

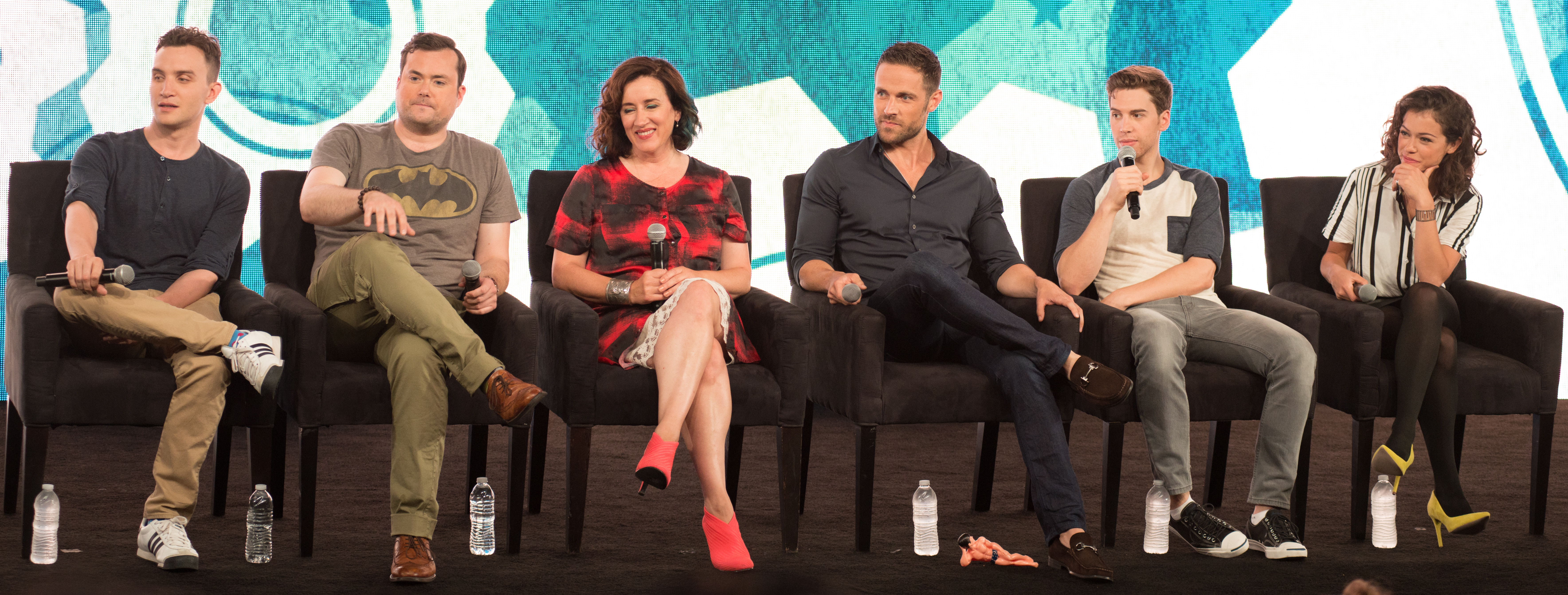
Reparto de Orphan Black, de izquierda a derecha: Ari Millen, Kristian Bruun, Maria Doyle Kennedy, Dylan Bruce, Jordan Gavaris, and Tatiana Maslany.

### Secundarios
- Angela DeAngelis - Inga Cadranel: Detective y nueva compañera de Art. Algunas veces hará más difíciles las cosas a los clones, cuando querrá investigar el caso de Beth Childs.

- Dr. Aldous Leekie - Matt Frewer: es un provocador, extensamente conocido científico “pop”, el creador de la Neoevolución. Aunque es considerado “marginal” por la comunidad científica, la filosofía de la evolución autodirigida no solo atrae a los fanáticos y los “futuristas”, sino a la saludable inversión privada. Su centro de investigación, el Dyad Institute, empuja los límites científicos de lo que es posible – así como lo que es legal y ético.

- Tomas - Daniel Kash: Responsable del entrenamiento de Helena. Tiene contacto con los proleteanos.

- Aynsley Norris - Natalie Lisinska: Vecina y mejor amiga de Alison.

- Henrik Johanssen - Peter Outerbridge: Es uno de los extremistas religiosos oscuros que se opone ideológicamente a los clones. Conduce una serie de seguidores que se han establecido como los Proletarianos. La visión de Henrik se ha mezclado entre la ciencia y la religión, creando una amenaza nueva y formidable.

- Grace Johanssen - Zoe De Grand'Maison: Hija adolescente de Henrik y Bonnie. Se rebela contra los proleteanos y su estilo de vida.

- Olivier Duval - David Richmond-Peck: Es un funcionario de bajo nivel de la Neolución. Pero como un verdadero creyente en la evolución autodirigida, es un fanático peligroso, dedicado a la causa. Olivier ha llevado personalmente al límite de la modificación quirúrgica del cuerpo.

- Tony - Tatiana Maslany: es uno de los clones aunque transexual, por lo que es un hombre. Es un ladrón de poca monta y llega buscando a Beth, mandado por un amigo suyo al que han matado.

### Clones eliminadas
- Elizabeth "Beth" Childs - Tatiana Maslany: Es el punto de partida en el que se encuentra Sarah. Conocemos más de ella a partir de su suicidio, cuando Sarah adquiere su identidad y reconstruyendo sus últimos días. Cuando Sarah se convierte en Beth, esta la entiende más y hasta llega a respetar a la valiente y maltrecha policía con la que intercambia papeles.

- Katja Obinger - Tatiana Maslany: Una misteriosa alemana presa del pánico, con problemas de salud y un final trágico.

- Aryanna Giordano - Tatiana Maslany: Clon eliminada, nacida en Roma, Italia.

- Danielle Fournier - Tatiana Maslany: Clon eliminada, nacida en París, Francia.

- Janika Zingler - Tatiana Maslany: Clon eliminada, nacida en Salzburgo, Austria.

- Jennifer Fitzimmons - Tatiana Maslany: Maestra de secundaria y entrenadora de natación. Murió afectada por la misma enfermedad respiratoria que padecen Cosima Niehaus y Katja Obinger.

- Veera Suominen conocida como M.K. - Tatiana Maslany: Era una hacker que usaba la máscara de la oveja Dolly y estaba relacionada con Beth antes de que ésta muriera.
- Niki Lintula - Tatiana Maslany: Amiga y hermana de M.K. Muere en el incendio de Helsinki.

### Cronología de los personajes principales
| Actor               | Personaje                | Temporada  | Temporada  | Temporada  | Temporada  | Temporada  | Número Capítulos |
| Actor               | Personaje                | 1          | 2          | 3          | 4          | 5          | Número Capítulos |
| ------------------- | ------------------------ | ---------- | ---------- | ---------- | ---------- | ---------- | ---------------- |
| Tatiana Maslany     | Sarah Manning            | Principal  | Principal  | Principal  | Principal  | Principal  | 50               |
| Tatiana Maslany     | Cosima Niehaus           | Principal  | Principal  | Principal  | Principal  | Principal  | 49               |
| Tatiana Maslany     | Alison Hendrix           | Principal  | Principal  | Principal  | Principal  | Principal  | 42               |
| Tatiana Maslany     | Helena                   | Principal  | Principal  | Principal  | Principal  | Principal  | 38               |
| Tatiana Maslany     | Rachel Duncan            | Invitado   | Principal  | Principal  | Principal  | Principal  | 31               |
| Tatiana Maslany     | Elizabeth Childs         | Invitado   |            | Invitado   | Principal  | Invitado   | 8                |
| Tatiana Maslany     | Krystal Goderitch        |            |            | Recurrente | Recurrente | Invitado   | 7                |
| Tatiana Maslany     | Veera "M.K" Suominen     |            |            |            | Principal  | Invitado   | 7                |
| Jordan Gavaris      | Felix "Fee" Dawkins      | Principal  | Principal  | Principal  | Principal  | Principal  | 47               |
| Kristian Bruun      | Donnie Hendrix           | Secundario | Secundario | Principal  | Principal  | Principal  | 40               |
| Maria Doyle Kennedy | Siobhán Sadler           | Principal  | Principal  | Principal  | Principal  | Principal  | 40               |
| Kevin Hanchard      | Arthur "Art" Bell        | Principal  | Principal  | Principal  | Principal  | Principal  | 36               |
| Josh Vokey          | Scott Smith              | Recurrente | Secundario | Secundario | Principal  | Principal  | 36               |
| Évelyne Brochu      | Delphine Cormier         | Secundario | Principal  | Principal  | Invitado   | Secundario | 28               |
| Dylan Bruce         | Paul Dierden             | Principal  | Principal  | Principal  | Invitado   |            | 22               |
| Ari Millen          | Mark Rollins             |            | Secundario | Principal  |            | Recurrente | 18               |
| Ari Millen          | Rudy                     |            | Invitado   | Principal  |            |            | 10               |
| Ari Millen          | Ira Blair                |            |            |            | Principal  | Principal  | 13               |
| Ari Millen          | Styles Miller            |            | Invitado   | Principal  |            |            | 6                |
| Michael Mando       | Victor "Vic" Schmidt     | Principal  | Recurrente |            |            |            | 9                |
| Skyler Wexler       | Kira Manning             | Secundario | Secundario | Recurrente | Secundario | Secundario | 39               |
| Inga Cadranel       | Angela "Angie" Deangelis | Secundario | Secundario |            | Invitado   |            | 15               |
| Millie Davis        | Gemma Hendrix            | Recurrente | Recurrente | Recurrente | Invitado   | Invitado   | 16               |
| Drew Davis          | Oscar Hendrix            | Recurrente | Recurrente |            | Invitado   |            | 10               |
| Zoé de Grand´Maison | Gracie Johanssen         |            | Secundario | Secundario |            | Invitado   | 17               |
| Cynthia Galant      | Charlotte Bowles         |            | Invitado   | Invitado   | Secundario | Secundario | 19               |
| Rosemary Dunsmore   | Susan Duncan             |            |            | Invitado   | Secundario | Invitado   | 13               |
| Matt Frewer         | Aldous Leekie            | Recurrente | Recurrente |            | Invitado   | Invitado   | 11               |
| Kyra Harper         | Virginia Coady           |            |            | Secundario |            | Recurrente | 15               |
| Ron Lea             | Gavin Hardcastle         | Secundario |            |            | Invitado   | Invitado   | 11               |
| Gord Rand           | Marty Duko               |            |            |            | Secundario |            | 8                |
| Jessalyn Wanlim     | Evie Cho                 |            |            |            | Secundario |            | 8                |
| James Frain         | Ferdinand Chevalier      |            |            | Recurrente | Recurrente | Recurrente | 8                |
| Michiel Huisman     | Cal Morrison             |            | Recurrente | Invitado   |            |            | 6                |
| Calwyn Shurgold     | Hell Wizard              |            |            | Invitado   | Recurrente | Secundario | 15               |
| Joel Thomas Hynes   | Dizzy                    |            |            |            | Recurrente |            | 4                |

## Producción
- La empresa de comunicación Bell Media anunció el 12 de junio de 2012, que se había encargado de llevar a cabo una temporada de 10 episodios de Orphan Black, que sería producida por Temple Street Productions y distribuida internacionalmente por BBC Worldwide.[9]
- El 26 de junio de 2012 BBC America anunció que se haría responsable de transmitir el producto en los Estados Unidos.[10]
- La elección de la actriz canadiense Tatiana Maslany como protagonista de la serie fue anunciada el 17 de septiembre de 2012.[11] El resto de los miembros del reparto se anunció a finales de octubre de 2012,[12] cuando la producción comenzó en Toronto las filmaciones para la primera temporada, que fueron programadas para ser completadas antes del 12 de febrero de 2013.
- Para ayudarse a diferenciar los varios personajes que encarna en el programa, Maslany escucha y crea distintas listas de reproducción musicales, y de allí, saca los rasgos de personalidad básicos de sus clones.[13] Cuando se filman las escenas en donde es necesario que Maslany interprete e interactúe con sus múltiples roles, las tomas necesitan rodarse varias veces mediante el uso de cámaras de control de movimiento montadas sobre plataformas rodantes para replicar el movimiento entre cada toma. Primero, ella representa la escena en compañía de su doble Kathryn Alexandre en el papel del clon alternativo; a continuación, actúan de nuevo con los papeles intercambiados, y en una tercera vez, la escena se filma con solo el movimiento de la cámara para una placa de fondo. En postproducción se sustituye a Alexandre con las imágenes de Maslany de los tomas alternas, lo que permite más acción y dinámica en las escenas donde ella interactúa consigo misma.[14]

### Localización
Orphan Black está rodada en localizaciones de Toronto, Ontario, algo que se hace evidente en pequeños detalles como las matrículas de los coches, los carnés de conducir de Beth y la señora S, el tipo de moneda que se utiliza, referencias en el guion a la zona de Scarborough y Parkdale, y un billete de avión que aparece en el episodio piloto en el que se puede leer Toronto Pearson International Airport. Además, el Bridgepoint Health y la Don Jail sirven de localizaciones para el Instituto Dyad. Sin embargo, las escenas ambientadas en el barrio de Scarborough, donde vive Alison, están rodadas en Markham, otro barrio de Toronto. A pesar de estas pistas, los creadores tratan de ocultar la localización real en la que transcurren las aventuras de los clones. Para ello se tiende a utilizar una pronunciación más americana para determinadas palabras (Lieutenant) o a ocultar estratégicamente rasgos distintivos de los billetes.
Graeme Manson, uno de los productores ejecutivos, afirmó que la localización de la serie es deliberadamente ambigua. “Es genérica a propósito. Es parte del precio que hay que pagar en este tipo de coproducciones”.  Otro de los productores ejecutivos, John Fawcett, coincide con su compañero sosteniendo que “Para ser honestos, no queremos decir que somos estadounidenses y enfadar a los canadienses, o decir que somos canadienses y molestar a los estadounidenses. Lo más importante es que somos una gran familia feliz. Únicamente estamos un poquito más al norte que tú”. Tara Ariano, de Grantland, escribía que esta ambigüedad es “una forma audaz de trabajar dentro de las estructuras del CanCon: Ambienta tu serie en Canadá (técnicamente), contrata a un equipo canadiense, dirígelo en un canal canadiense y deja espacio para estrellas invitadas como Maria Doyle Kennedy… seleccionando a una actriz canadiense que interprete cerca de una docena de papeles”.
La coproducción también influyó en otro aspecto importante de la serie: el acento y origen británicos de Sarah. John Fawcett explicó que BBC America les pidió que el personaje principal fuese británico, algo que no estaba contemplado en un principio, para que encajara mejor dentro de la marca BBC. Fawcett pronto vio esta imposición como una ventaja ya que permitiría diferenciar fácilmente a Sarah del resto de clones y les abría la puerta a expandir el universo de la historia.
A pesar de que la fórmula de coproducción evitó cualquier tipo de concreción geográfica, el crítico televisivo Hank Stuever de The Washington Post catalogó a la serie de “esencial e indudablemente canadiense: incluso su aspereza y su violencia parecen limpias y ordenadas”.

## Recepción

### Respuesta de la crítica
La serie recibió en general críticas positivas. La primera temporada de la serie recibió un 92% de aprobación en Rotten Tomatoes, y una puntuación de 73 sobre 100 en el sitio Metacritic.
Tim Goodman, de The Hollywood Reporter, expresó: "Es, con diferencia, una de las nuevas series más intrigantes y entretenidas del año, y es mucho más que puro entretenimiento. Para ser una serie de ciencia ficción, hay mucho de real en ella". Jeff Jensen, de Entertainment Weekly, opinó de la serie diciendo: "Poco a poco, una epopeya inteligentemente construida está tomando forma." Matt Roush, de TV Guide escribió que Orphan Black es: " Extraña y fascinante, la serie merece ser adoptada por cualquier fanático de la fantasía Pulp." David Wiegand, del San Francisco Chronicle, opinó que la serie "no gana puntos hasta el tercer o cuarto capítulo para que comience a crecer en el espectador". Linda Stasi de New York Post, una intrigante nueva serie. Mary McNamara de Los Angeles Times, "está abarrotada de clichés, tiene un planteamiento previsible (...) y algunos giros de trama son bastante locos. Pero no importa, porque Orphan Black no se centra tanto en la trama como en el trabajo de los actores." Alberto Rey del Diario El Mundo, "Ya quisieran otras series más "importantes" el ritmo que tiene esta (...) una buena serie sin pretensiones (...) funciona". @MissMacGuffin, del blog de análisis televisivo Vayatele, opina que "Orphan Black es "la revelación más inesperada del año."

### Premios
| Año  | Premio                                | Categoría | Nominación                       | Resultado |
| ---- | ------------------------------------- | --- | -------------------------------- | --------- |
| 2013 | Critics' Choice Television Award      | Mejor actriz de serie dramática                                                                              | Tatiana Maslany                  | Ganador   |
| 2013 | Television Critics Association Awards | Logro Individual en Drama                                                                                    | Tatiana Maslany                  | Ganador   |
| 2013 | Television Critics Association Awards | Mejor serie nueva                                                                                            | Orphan Black                     | Nominada  |
| 2013 | Young Hollywood Awards                | Actuación revelación - mujer                                                                                 | Tatiana Maslany                  | Ganador   |
| 2013 | EWwy Award                            | Mejor actriz de serie dramática                                                                              | Tatiana Maslany                  | Ganador   |
| 2013 | EWwy Award                            | Mejor serie dramática                                                                                        | Orphan Black                     | Ganador   |
| 2013 | Tubey Award                           | Mejor subestimado Show                                                                                       | Orphan Black                     | Ganador   |
| 2013 | Tubey Award                           | Mejor nuevo show                                                                                             | Orphan Black                     | Ganador   |
| 2014 | Premios Satellite                     | Mejor Serie de televisión o miniserie, género                                                                | Orphan Black                     | Nominada  |
| 2014 | Premios Satellite                     | Mejor Actriz en Serie dramática                                                                              | Tatiana Maslany                  | Nominada  |
| 2014 | People's Choice Award                 | Actriz Favorita ciencia ficción/Fantasía                                                                     | Tatiana Maslany                  | Nominada  |
| 2014 | Golden Globe Award                    | Mejor actuación en serie de televisión - Actriz de Drama                                                     | Tatiana Maslany                  | Nominada  |
| 2014 | Canadian Screen Awards                | Premio Shaw de Medios a la Mejor Interpretación de una Actriz en un Papel determinante Continuando Dramático | Tatiana Maslany                  | Ganador   |
| 2014 | Canadian Screen Awards                | SPremio Shaw de Medios a la Mejor serie dramática Best                                                       | Orphan Black                     | Ganador   |
| 2014 | Canadian Screen Awards                | Mejor diseño de vestuario                                                                                    | "Instinct"                       | Nominado  |
| 2014 | Canadian Screen Awards                | Mejor dirección en series dramáticas                                                                         | "Endless Forms Most Beautiful"   | Ganador   |
| 2014 | Canadian Screen Awards                | Mejor fotografía en programas dramáticos o series                                                            | "Endless Forms Most Beautiful"   | Ganador   |
| 2014 | Canadian Screen Awards                | Mejor guion en serie dramática                                                                               | "Natural Selection"              | Ganador   |
| 2014 | Canadian Screen Awards                | Mejor guion en serie dramática                                                                               | "Unconscious Selection"          | Nominada  |
| 2014 | Canadian Screen Awards                | Mejor imagen editada en programa dramático o serie                                                           | "Unconscious Selection"          | Ganador   |
| 2014 | Canadian Screen Awards                | Mejor Diseño de Producción o Dirección de Arte en un programa de ficción o de la Serie                       | "Conditions of Existence"        | Ganador   |
| 2014 | Canadian Screen Awards                | Mejor Actuación de un Actor en un Papel Secundario que aparece en un Programa Dramático o de Serie           | Michael Mando                    | Nominado  |
| 2014 | Canadian Screen Awards                | Mejor Actuación de un Actor en un Papel Secundario que aparece en un Programa Dramático o de Serie           | Kevin Hanchard                   | Nominado  |
| 2014 | Canadian Screen Awards                | Mejor Actuación de un Actor en un Papel Secundario que aparece en un Programa Dramático o de Serie           | Jordan Gavaris                   | Ganador   |
| 2014 | Canadian Screen Awards                | Mejor Actuación de una Actriz en un Papel Secundario que aparece en un Programa Dramático o de Serie         | Maria Doyle Kennedy              | Ganador   |
| 2014 | Canadian Screen Awards                | Mejor actuación de invitado - serie dramática                                                                | Natalie Lisinska                 | Ganador   |
| 2014 | GLAAD Media Award                     | Mejor serie de drama                                                                                         | Ophan Black                      | Nominada  |
| 2014 | Gracie Award                          | Mejor actriz en actuación revelación                                                                         | Tatiana Maslany                  | Ganador   |
| 2014 | Peabody Award                         | Peabody Award                                                                                                | Orphan Black                     | Ganador   |
| 2014 | Hugo Award                            | Premio Hugo a la Mejor Presentación Dramática, Short Form                                                    | "Variations Under Domestication" | Nominado  |
| 2015 | Screen Actors Guild Awards            | Mejor actriz de televisión - Drama                                                                           | Tatiana Maslany                  | Nominada  |
| 2016 | Emmy                                  | Mejor actriz de Drama                                                                                        | Tatiana Maslany                  | Ganadora  |

## Spin Off
En abril de 2022 AMC confirmó que había dado luz verde al spin-off titulado 'Orphan Black: Echoes'. Echoes está ambientada en el mismo universo que Orphan Black, en el año 2052, siguiendo la trama de una Kira Manning ya adulta, ahora convertida en doctora científica, interpretada por Keeley Hawes. 
El elenco de la serie también está encabezado por la estrella de Jessica Jones, Krysten Ritter como Lucy, una mujer con un origen inimaginable intentando encontrar su lugar en el mundo. A ella se une Avan Jogia como Jack, un antiguo médico militar, padre soltero y novio de Lucy; Amanda Fix como Jules, la recién adoptada hija de unos padres ricos.
Además Jordan Gavaris y Evelyne Brochu, quienes interpretaron a Felix Dawkins y Delphine Cormier en la serie original, vuelven como personajes invitados.
Los 10 episodios de la primera temporada se estrenaron el 3 de noviembre de 2023 en Australia en Stan. Para el 2024 se estrenara en AMC , AMC+ y BBC America.